# Agnès Spaak
Agnès Spaak (Boulogne-Billancourt, 29 de abril de 1944) es una actriz y fotógrafa franco-belga. Apareció en más de veinte películas desde 1962. Su padre es el guionista Charles Spaak y su hermana es la actriz Catherine Spaak.

## Filmografía
- Douce Violence (1962): Dominique.
- Los atracadores (1962): Isabel.
- I Don Giovanni della Costa Azura (1962): Nicole.
- Les Combinards (1963): Lucile.
- Sursis pour un espion (1963)
- El secreto del Dr. Orloff (1964): Melissa.
- Bianco, rosso, giallo, rosa (1964): Enrichetta.
- I soldi (1964)
- Un amore (1964): Laide.
- Operación Silencio (1965): Ingrid, Agente X-33.
- Te lo leggo negli occhi (1965): Serenella.
- La ragazzola (1965): Lola.
- Gern hab' ich die Frauen gekillt (1966): Nelly Small.
- Fermate il mondo... voglio scendere (1966): Enrica.
- Killer calibro 32 (1967): Betty.
- Dio li crea... Io li ammazzo! (1967): Doris.
- Mejor viuda que... (1968): Prostituta.
- Sin aliento (1968): Daphne Vandervelt.
- Pagó cara su muerte (1968): María Rojas.
- Cose di Cosa Nostra (1971)
- Riuscirà il nostro eroe a ritrovare il più grande diamante del mondo? (1971): Ariane.